# Дефенди, Родриго
Родриго Дефенди — бразильский футболист, защитник. За свою карьеру успел поиграть за клубы: «Тоттенхэм», «Удинезе», «Рома» «Авеллино 1912», «Парана», «Витория Гимарайнш», «Витория Салвадор», «Цанчжоу Майти Лайонс» «Марибор» «Авеш» и «Эшторил-Прая».

## Достижения
- Обладатель Кубка Италии: 2006/07
- Обладатель Кубка Португалии (2): 2012/13, 2017/18
- Чемпион Рио-де-Жанейро: 2013
- Чемпион Словении: 2016/17
- Обладатель Кубка Словении: 2015/16